# Marly-la-Ville
Marly-la-Ville è un comune francese di 5 542 abitanti situato nel dipartimento della Val-d'Oise nella regione dell'Île-de-France.

Nel 1897 vi morì il pittore e uomo politico Émile Bin.

## Società

### Evoluzione demografica
Abitanti censiti